# أل غولدن
أل غولدن (بالإنجليزية: Alfred James Golden, Jr.)‏ هو لاعب كرة قدم أمريكية أمريكي، ولد في 4 يوليو 1969 في Colts Neck Township, New Jersey ‏ في الولايات المتحدة.